# نوريتاكا هيداكا
نوريتاكا هيداكا (باليابانية: 日高 憲敬) (29 مايو 1947 في طوكيو في اليابان – )؛ هو لاعب كرة قدم ياباني سابق كان يلعب كمهاجم. سبق له أن لعب مع منتخب اليابان.

## وصلات خارجية
- نوريتاكا هيداكا على موقع قاعدة بيانات كرة القدم.إي يو (الإنجليزية)
- نوريتاكا هيداكا على موقع ناشيونال فوتبول تيمز (الإنجليزية)

- National Football Teams
- Japan National Football Team Database